# Elisabeth Newzella
Elisabeth Newzella, geborene Hermann (* 28. April 1951 in  Salzburg) ist eine österreichische Ethnologin, Schriftstellerin und Malerin.

## Werdegang
Sie ist in Paris, Indonesien und Wien aufgewachsen. Beeinflusst durch ihre Familie hat sie bereits früh ihre künstlerische wie auch abenteuerliche Ader entdeckt. Sie begann, inspiriert von ihrem Vater Felix Hermann, der als Forschungsreisender in exotischen Ländern unterwegs war, schon als Kind zu schreiben und veröffentlichte mit zehn Jahren ihre erste Geschichte in einer Sparkassenzeitung. Der Großvater war der akademische Bildhauer Rudolf Fänner, die Großtante Maroussja Boborykyne schrieb Drehbücher für Filme in Rom und Paris, der Großonkel Nikolaj Boborykyne komponierte Opern.
Nach der Matura 1968 in Wien studierte sie Völkerkunde und Kunstgeschichte an der Universität Wien. In ihrer Studienzeit betrieb sie während eines einjährigen Aufenthalts in Venezuela auch eine Feldforschung bei den Guajiro-Indianern und erhielt eine praxisbezogene Ausbildung bei Angelina Pollak-Eltz (1970/71). 1973 promovierte sie bei Walter Hirschberg mit der Dissertation „Der Schmuck der Guajiros in Kolumbien und Venezuela – Ein Beitrag zur Ergologie und Technologie eines Indianerstammes unter Berücksichtigung historischer Aspekte“. Seit ihrer Heirat 1976 lebt sie in der Steiermark. Zunächst schrieb sie Geschichten für ihre eigenen Kinder, später folgten Veröffentlichungen.
Sie erhielt Mal- und Zeichenunterricht bei Cleo Hammer-Purgstall und Hugo Zeisberger und ist spezialisiert auf Ölbilder in Altmeister-Technik – meist Landschaften, Tiere, aber auch Gebäude und Stammbäume.

## Auszeichnungen
- 1983 Jugendliteraturpreis des Landes Steiermark für ihr unpubliziert gebliebenes Tagebuch der Reise zu den Guajiro-Indianern
- 1991 Leibnitzer Kunstpreis für Kinderliteratur (Förderungspreis des Landes Steiermark).
- 2014 Literatur-Innovationspreis des Steirischen Vulkanlandes
- 2014, 2016 und 2020 Anerkennungspreis Literaturwettbewerb der Stadt Feldbach

## Publikationen
- Graf Mulmus’ letzter Sommer. Graz: dbv creativa 1980.
- Las alhajas de los Guajiros en Colombia y Venezuela. Caracas: Univ. Catolica Andres Bello 1986.
- Nicht so ernst, Majestät! Anekdoten aus dem Leben des Wiener Fürstenmalers H. von Angeli 1840–1925. Graz: Verlag für Sammler 1990.
- Beitrag Puppenmütter und ihre Kinder. In: Weite Welt. Wien, Mödling: St. Gabriel 1997.
- Annas abenteuerliche Zeitreise durch das oststeirische Hügelland. Gnas: Weishaupt 2003. ISBN 978-3-7059-0164-3
- Mit Schleier und Palette. Porträt der Altäbtissin Basilia Gürth OSB. Gnas: Weishaupt 2008. ISBN 978-3-7059-0271-8
- Vom Südseestrand ins Hügelland. Sechzig Jahre Erinnerungen. Gnas: Weishaupt 2011.
- Kurzgeschichten in den Anthologiebänden der Jahre 2014, 2016 und 2020 des Literaturwettbewerbs der Stadt Feldbach